# Markise
|  | En markise er også en kvinde, der er gift med en markis, se markgreve |
En markise (fra fransk: marquise) er en form for solafskærmning. Når den ikke er i brug, er den rullet op på en stang, hvorfra den kan rulles ud, når der er behov for det. En markise er beregnet til at kaste en skygge med det formål at sænke temperaturen i det område skyggen falder. En markise kan dels være åben, hvor selve stofrullen ikke er beskyttet mod vejrliget (og derfor bør monteres under et udhæng), eller den kan være lukket, hvilket betyder, at der er en kasse rundt om den sammenrullede markise (dvs. når den er rullet ind). Når man skal rulle en markise ud og ind, kan dette enten foretages manuelt med et dertil beregnet håndsving, eller den kan være forsynet med en elektrisk motor, der kan rulle den ud og ind.
Hvor en parasol typisk står i en fod, hænger en markise på den udvendige side af en bygning og kan f.eks. være fremstillet af lærred eller kunststof.